# Albanski lek
Lek (množina v albanščini: lekë) je albanska valuta od leta 1925. Tričrkovna kratica po ISO 4217 je ALL. Valuta je poimenovana po sinu albanskega kralja Ahmeta Zoguja, ki mu je bilo ime Lek. V albanščini pomeni beseda lek hkrati tudi denar nasploh.
Albanska narodna banka (Banka e Shqipërisë) vzdržuje vrednost leka relativno stabilno glede na evro; od uvedbe evra niha menjalni tečaj med 120-130 lekov za 1 evro. 
V obtoku so bankovci za 200, 500, 1.000, 2000 in 5.000 lekov ter kovanci za 1, 5, 10, 20, 50 in 100 lekov. Po celotni državi veljata za vzporedno valuto tudi evro in ameriški dolar.
Bankovec za 100 lekov je bil vzet iz obtoka 1. januarja 2009.